# Division minière de la Crouzille
La Division minière de la Crouzille est un ancien regroupement de sites d'extraction d'uranium dans le département français de la Haute-Vienne, exploité de 1948 à 1995 par la Compagnie générale des matières atomiques (COGEMA). Elle s'inscrit dans le contexte de l'exploitation de l'uranium en Limousin.
La division tient son nom du lieu-dit La Crouzille (commune de Saint-Sylvestre), situé au centre du périmètre. Elle se divisait en quatre concessions, du nord au sud, :
- Lacour (1 site minier),
- Gartempe (10 sites miniers),
- Saint-Sylvestre (11 sites miniers),
- Lavaud (1 site minier).

A ces sites d'extraction s'ajoutent d'autres implantations, chargées du traitement (usine de traitement de Bessines-sur-Gartempe) ou de la formation des travailleurs.
L'exploitation des sites miniers de la division de la Crouzille a généré l'extraction de 32 137 tonnes d'uranium à partir de 18 137 628 tonnes de minerai d'une teneur moyenne de 1,77 ‰ (1,77 kg d’uranium par tonne).
À sa création en avril 1949, et jusqu'en 1979, la division minière est dirigée par Robert Avril, auquel succède Yves Puibaraud.
Durant la décennie 1980, la division emploie 1 500 personnes, et extrait 1 500 t d'uranium métal chaque année.
Après la fermeture des mines en 1995, la division minière est devenue l'Établissement AREVA NC de Bessines en 2002, puis l'Établissement AREVA de Bessines en 2011, chargé de poursuivre les activités de recherche et surveillance des sites.